# Гайос
Гайос (греч. Γάιος), Пакси́ (Παξοί) — деревня и порт в Греции. Расположена на западе острова Пакси на побережье Ионического моря. Административный центр общины (дима) Пакси в периферийной единице Керкире в периферии Ионических островах. Население 498 жителей по переписи 2011 года.
Названа деревня по имени святого Гаия, ученика апостола Павла, который проповедовал христианство на острове и похоронен в церкви Святых Апостолов в Гайосе. Его память отмечается 29 июня, в день Петра и Павла.
Гавани Гайоса защищают два острова — Айос-Николаос и Панайия. В Гайосе находятся музей Пакси, церкви Святого Николая и Святого Иоанна, а также мельница. На острове Айос-Николаосе находится венецианская крепость Айос-Николаос. На острове Панайии находится монастырь Панагии. Из Гайоса туристов возят на экскурсии вокруг острова и на остров Андипакси.

## Сообщество Гайос
В общинное сообщество Гайос входят 8 населённых пунктов и острова Андипакси и Панайия. Население 1196 жителей по переписи 2011 года. Площадь сообщества 16,115 квадратных километров.
| Населённый пункт   | Население (2011), человек |
| ------------------ | ------------------------- |
| Андипакси (остров) | 20                        |
| Велианитатика      | 54                        |
| Влахопулатика      | 108                       |
| Гайос              | 498                       |
| Иеромонахос        | 28                        |
| Кациматика         | 4                         |
| Макратика          | 149                       |
| Богданатика        | 135                       |
| Озьяс              | 196                       |
| Панайия (остров)   | 0                         |

## Население
| Год  | Население, человек |
| ---- | ------------------ |
| 1991 | 498                |
| 2001 | 620                |
| 2011 | ↘ 498              |